# Río Pongola
El río Pongola (Afrikáans: Pongolarivier) es un río de África del Sur y Mozambique, afluente del río Maputo. El Pongola nace próximo a Utrecht en el norte de la provincia de KwaZulu-Natal, corre al este a través de Pongola, es represado en Jozini, cruza las montañas de Lebombo, toma la dirección norte para Mozambique y desemboca en el río Maputo.

## Fuente
- Darlington Dam: Development Steeped in Controversy. Archivado desde el original el 19 de julio de 2011. Consultado el 20 de marzo de 2011.
- Página sobre el Pongola

- Datos: Q2096856
- Multimedia: Pongola River / Q2096856